# Renouvellement des langages musicaux au XXe siècle
 (décembre 2022).
 (décembre 2022).
Si vous disposez d'ouvrages ou d'articles de référence ou si vous connaissez des sites web de qualité traitant du thème abordé ici, merci de compléter l'article en donnant les références utiles à sa vérifiabilité et en les liant à la section « Notes et références ».

## Évolution et renouvellement des langages musicaux
On a assisté au début du XXe siècle — dans tous les domaines artistiques sans doute — à une évolution esthétique très rapide, certains parlent de révolution, qui s'est avérée radicale, dans la mesure où elle ne touchait plus seulement aux thèmes, aux couleurs ou aux procédés employés, mais également et surtout au langage même employé pour la création de l'œuvre d'art. Le langage musical devient vite un point central dans le processus de création artistique et dans la question de son renouvellement.
Les deux lieux d'importance majeure sont alors, pour la musique et peut-être pour la culture occidentale tout entière, Paris et Vienne.
Ce sont ces deux villes d'Europe qui vont voir la naissance successive (sinon concomitante) de la musique modale, la musique atonale, du dodécaphonisme, de la musique sérielle, de la musique concrète et de l'art acousmatique, et enfin du néo-classicisme.

## Intégration des technologies
Les évolutions de la musique contemporaine se sont accélérées à partir des années cinquante et l'introduction de l'électronique (musique électronique) puis de l'informatique (informatique musicale). Les langages musicaux et les théories qui les soutiennent (école spectrale, polytonalité, etc.) se sont renouvelés grâce à ces nouveaux outils.